# Eleanor av England
Eleanor av England, grevinna av Leicester, född 1215, död 1275, var en engelsk prinsessa, dotter till kung Johan av England och Isabella av Angoulême.
Eleanor trolovades som barn med William Marshal, 2:e earl av Pembroke. Vigseln ägde rum 1224. Hon blev en barnlös änka 1231. Hennes svåger Rikard konfiskerade då en stor del av hennes egendom. Eleanor avgav ett heligt löfte att förbli ogift och leva i celibat resten av sitt liv. 
År 1238 gifte sig Eleanor i hemlighet med Simon de Montfort, 6:e earl av Leicester. Det var ett kärleksäktenskap, och väckte skandal när det avslöjades. Hennes make var tvungen att göra en pilgrimsfärd till Rom som botgöring. Paret fick sju barn. År 1264 blev hennes make som segrare i andra baronkriget tillfälligt Englands de facto härskare. Han blev besegrad och dödad 1265. Eleanor flydde till Frankrike, där hon sökte asyl i Montargis kloster. 
Hon är huvudperson i Virginia Henleys roman The Dragon and the Jewel.